# Maurice Gaudart
Pour les articles homonymes, voir Gaudart.
 (juillet 2017).
Marie Joseph Maurice Gaudart, né le 16 juin 1915 à Pondichéry (Inde française) et décédé le 24 février 1970 à Pondichéry, est un industriel, conseiller de l'Union française pour l'Inde française (1948-1953) et membre de l'assemblée consultative de l'Inde française (1949-1955).

## Biographie
Fils de Joseph-James Gaudart, industriel, et d'Eugénie Le Gay, il appartient à une famille d'ancienne bourgeoisie parisienne issue de Pierre Gaudart, maître drapier, père de Claude Gaudart (1671-1741), qui se fixe à Paris comme maître maçon et entrepreneur de bâtiments. Le petit-fils de celui-ci, François-Pierre Gaudart (1732-1809), agent de la Compagnie des Indes en 1765, s'installe en Inde française,.
Marié le 14 novembre 1947 à Château-Chinon avec Marie-Josèphe Pasquet, fille de Joseph Pasquet et de Marthe Perraudin, il est le père de Michel Gaudart, adopté en 1978 par Louis  Adolphe Raymond de Soulages et autorisé à s'appeler Michel Gaudart de Soulages,.
Industriel à Pondichéry, il est élu conseiller de l’Union française pour l’Inde française de 1948 à 1953 et membre de 1949 à 1955 de l’Assemblée consultative de l’Inde française auprès du gouverneur de l'Inde française.[réf. nécessaire]
En 1954, Il sera président du groupement républicain d’action nationale de l’Inde française[réf. nécessaire] et membre du groupement de sauvegarde de l'Union française. Inscrit tout d'abord au groupe des Indépendants d'Outre-Mer, il ralliera les Républicains indépendants en mai 1968.

## Sources
- Bertrand Ogerau-Solacroup, Etienne de Séréville, Sire de Grâce...une particule Tome G, Editions Cercles de pyramides, 2010, page 37.
- Pierre-Marie Dioudonnat, Encyclopédie de la fausse noblesse et de la noblesse d'apparence, 1994, page 311.
- Prevost M., Roman d'Amat et H. Tribout de Morembert, Dictionnaire de biographie française, notice « Edmond Gaudart » par J. Valynseele, Librairie Letouzey et Anè. Fascicule LXXXVII Garnier-Gaultier, Paris, 1980.
- Hubert Lamant, Armorial Général et Nobiliaire Français, notice « Gaudart » et « Gaudart de Soulages », juin 2009 (réimpr. Tome XLIX no 193-196 Fascicules 1-4), broché, 319p.
- Archives de la Grande Chancellerie de la Légion d'Honneur, dossier de proposition de chevalier de Maurice Gaudart.